# Сан-Фелипе (Венесуэла)
Сан-Фели́пе (исп. San Felipe) — столица венесуэльского штата Яракуй. Численность населения составляет 103 121 жителей (на 2006 год). Город является резиденцией католической епархии Сан-Фелипе.

## История
В 1720 году монахи-капуцины основали миссию, в 1729 году основано поселение Сан-Фелипе. Землетрясение 1812 года разрушило бо́льшую часть города.

## Достопримечательности
- Сельва в национальном парке Yuribí.
- В центре находится исторический парк Сан-Фелипе эль Фуэрте с руинами разрушенных землетрясением зданий.
- В парке Exótica Flora Tropical можно увидеть восстановленную бывшую Misión de Nuestra Señora del Carmen 1720 года.
- Музей Кармело Фернандез — междисциплинарный музей визуального искусства региона. Он был открыт в 1981 году[1].